# Synagoga w Berezie
Synagoga w Berezie – synagoga znajdowała się przy obecnej ulicy Czyrwonaarmiejskaja 28.

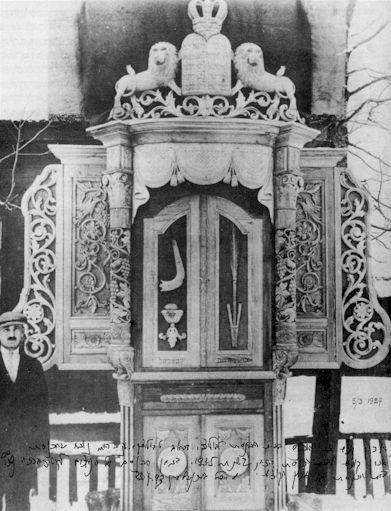
Wnętrze synagogi

## Historia
W 1629 roku właściciel Berezy Lew Sapieha wydał przywilej pozwalający Żydom na wybudowanie szkoły i synagogi. 
Synagoga została wzniesiona wedle różnych źródeł w 1629 lub w 1662 roku. W dwudziestoleciu międzywojennym była usytuowana na rogu ulicy Cerkiewnej i Prużańskiej. Jak podaje Wanda Rewieńska stała w tym miejscu „od lat najdawniejszych”. W 1941 roku została całkowicie zniszczona po wkroczeniu Niemców do miasta. 